# Денежная реформа в СССР 1922—1924 годов
Денежная реформа в СССР 1922—1924 годов — денежная реформа, проведённая в РСФСР, — затем — в СССР, — направленная на обмен старых обесцененных рублей, — «совзнаков», — путём деноминации на новые и внедрения твёрдой, обеспеченной золотом валюты — червонца.

## Предыстория
Гражданская война и политика «военного коммунизма» привели к гиперинфляции. Эмиссия денег резко возросла, поэтому из года в год рос дефицит бюджета (в 1920 году он составил 1055 млрд рублей), усилилось обесценение денег, которое вызвало у населения стремление превращать деньги в материальные ценности, что увеличило скорость их обращения, но ещё больше — снижение их стоимости.
В 1921 году реальная стоимость 100 тыс. совзнаков равнялась стоимости одной дореволюционной копейки. В обращении находились царские кредитные билеты, пятаковки, «керенки», и «совзнаки», многочисленные суррогаты и местные выпуски. Страну поглощала натурализация хозяйственных отношений, ведущая к окончательному расстройству денежной системы. Была введена карточная система, что свидетельствовало о нарушении принципа эквивалентности обмена, когда деньги уже не могли нормально выполнять главную свою функцию — меру стоимости. На местных рынках появились натуральные эквиваленты (зерно, соль и др.), что подрывало финансовую базу государства.
Оздоровление финансов было признано одним из элементов новой экономической политики. 10 октября 1921 года ВЦИК принял декрет «О мерах по упорядочению финансового хозяйства». Основную роль в оздоровлении финансов должен был сыграть Государственный банк, заново основанный 12 октября 1922 года.

## Ход реформы
Была проведена в 1922—1924 годах под руководством наркома финансов Г. Я. Сокольникова. Первым шагом этой реформы было проведение двух деноминаций и унификация денежного обращения. Первая деноминация была проведена на основании декрета Совнаркома от 3 ноября 1921 года. С 1 января 1922 года были выпущены государственные денежные знаки РСФСР образца 1922 года. Эмиссия выпускавшихся ранее расчётных знаков РСФСР образца 1921 года была прекращена. Все находившиеся в обращении денежные знаки, в том числе расчётные знаки РСФСР образца 1919 и 1921 годов (совзнаки), государственные кредитные билеты образца 1905—1912 годов («романовские»), казначейские знаки образца 1917 года («керенки»), государственные кредитные билеты образца 1918 года («пятаковки»), обращавшиеся в качестве денег различные ценные бумаги и купоны к ним обменивались на новые денежные знаки в соотношении 10 000:1.
Деноминация позволила унифицировать денежное обращение, но не укрепила «совзнак». В марте—апреле 1922 года на XI съезде РКП(б) было принято решение о том, что экономическая и финансовая политика должна ориентироваться на восстановление золотого обеспечения денег. Декретами Совнаркома от 25 июля и 11 октября 1922 года Госбанку было предоставлено право эмиссии банкнот в червонцах. 22 ноября того же года был начат выпуск банковых билетов Государственного банка РСФСР в червонцах.
Устанавливалось, что «…в целях увеличения оборотных средств без дальнейшего расширения эмиссии денежных знаков, в интересах урегулирования денежного обращения и исходя из наличия накопленных реальных ценностей…» Госбанк имел право выпустить в обращение банкноты достоинством в 1, 2, 3, 5, 10, 25 и 50 червонцев. Принятию этого решения предшествовало обсуждение будущего названия новых советских денег. Работники Наркомфина предложили именовать единицу твёрдой советской валюты придуманным ими словом «федерал» (по аналогии: если в империи были империалы, то в федерации должны быть «федералы»). Обсуждались и более традиционные названия: целковый, гривна. После обсуждения приняли решение именовать новую валюту червонцем. Это слово ассоциировалось у населения с понятием о твёрдом золотом обеспечении денег и должно было вызывать доверие.
Первыми в обращение в конце ноября 1922 года поступили банкноты достоинством в 5 и 10 червонцев. Купюры в 1, 3 и 25 червонцев были пущены в оборот позднее — к лету 1923 года. Банкноты номиналами в 2 и 50 червонцев, предусмотренные декретом, так и не были выпущены за ненадобностью.
Таким образом в СССР была введена в обращение твёрдая валюта — «червонец», приравненная к 10-рублёвой золотой монете царской чеканки и обеспеченная на 25 % своей стоимости золотом, другими драгоценными металлами и иностранной валютой и на 75 % — легко реализуемыми товарами и краткосрочными обязательствами. Однако параллельно с ней продолжали обращаться и совзнаки, курс которых по отношению к червонцу был плавающим и постоянно снижался.
24 октября 1922 года был принят декрет Совнаркома о проведении второй деноминации. В соответствии с декретом в обращение выпускались государственные денежные знаки РСФСР образца 1923 года. 1 рубль 1923 года был равен 100 рублям дензнаками 1922 года или 1 млн рублей дензнаками, выпускавшимися до 1922 года. Вторая деноминация также не привела к стабилизации совзнака.
Весной 1924 года в обращение поступили казначейские билеты. Совзнаки образца 1923 года выкупались у населения из расчёта один золотой рубль в казначейских билетах за 50 тысяч старых.
В итоге всех деноминаций в стране появился советский рубль, равный 50 миллиардам рублей периода до 1922 года.
Событие вызвало в обществе одобрительный отклик, а Владимир Маяковский по этому поводу даже сочинил стихи:

Равны серебро

И новый бумажный билет,

Ныне

Меж ними

Разницы нет.

Бери,

Какая бумажка больше на вкус, —

Теперь и бумажкам твердый курс.— 
Началась чеканка серебряной разменной и медной монеты. В 1925 году советский червонец официально котировался на биржах ряда стран (в том числе Австрии, Турции, Италии, Китая, Эстонии, Латвии, Литвы).
Металлические червонцы в основном использовались советским правительством для внешнеторговых операций, однако часть монет имела обращение и внутри России. С началом выпуска металлических золотых червонцев для расчётов с зарубежными странами связан такой казус: некоторые страны решительно отказывались принимать эти монеты, поскольку на них была изображена советская символика. Для решения данной проблемы в 1925—1927 годах на Ленинградском монетном дворе были отчеканены золотые монеты царского образца времён Николая II, номиналом 5 и 10 рублей (с указанием года на реверсе «1911», и, возможно, «1898»), безоговорочно принимавшиеся за рубежом.